# Elise Tamaëla
Elise Tamaëla (Tiel, 22 januari 1984) is een Nederlands tenniscoach en voormalig professioneel tennisspeelster.

## Loopbaan
Tamaëla debuteerde in 1999 op een ITF-toernooi in Velp. Zij was vooral succesvol in ITF-toernooien, waarvan zij er acht won in het enkelspel. In 2003 won zij voor het eerst een toernooi in Bournemouth, waarna zij de week erna ook het toernooi in Edinburgh won. Dat jaar was Tamaëla de snelst stijgende speelster op de WTA-ranglijst, zij steeg van de 988e positie naar de 178e, een stijging van 810 plaatsen.
Zij wist de top 100 in het enkelspel op de WTA-tour niet te bereiken. Haar hoogste positie in het enkelspel was de 129e plek. Tamaëla speelde diverse malen de kwalificaties van grandslamtoernooien, maar slaagde er niet in de hoofdtabel te bereiken. In het dubbelspel won zij (tot en met 2007) vier ITF-toernooien: één met Mariëlle Hoogland en drie met Kim Kilsdonk. Sinds 2006 was Kilsdonk haar vaste partner.
In de periode 2003–2007 maakte Tamaëla deel uit van het Nederlandse Fed Cup-team – zij behaalde daar een winst/verlies-balans van 8–9.
In december 2007 kondigde Tamaëla aan te stoppen met proftennis en te gaan studeren. Zij stelde zich wel beschikbaar voor de Fed Cup begin 2008, maar werd niet geselecteerd door coach Manon Bollegraf. Zij bleef nationale A-toernooien spelen, en uitkomen voor Amstelpark in de Eredivisie.
In augustus 2009 hervatte zij echter haar profloopbaan. Daarna won zij nog vijf ITF-dubbelspeltitels.
Op 8 augustus 2011 werd zij op de tribune bij het ITF-toernooi van Versmold in Duitsland mishandeld door Mihai Barbat, de vader van de Deense tennisspeelster Karen Barbat, toen zij Daniëlle Harmsen toejuichte tijdens haar partij tegen Barbat.
Na september 2011 heeft Tamaëla niet meer aan toernooien deelgenomen. Zij bleef hinder ondervinden van de gevolgen van de opgelopen hersenschudding.
Tamaëla werd fysiotherapeut.
Sinds de zomer van 2016 fungeerde zij als de coach van Aleksandra Krunić. In 2018 was Tamaëla tijdelijk coach van Kiki Bertens – in die periode won de Nederlandse het Premier-toernooi van Charleston. Eind 2018 werd Tamaëla definitief aan het begeleidingsteam van Bertens toegevoegd.. Sinds 1 november 2019 is Tamaëla aangesteld als hoofdcoach van Bertens. Nadat Bertens haar carrière in 2021 beëindigde, werd Tamaëla vanaf november 2021 door de KNLTB aangesteld als coach van het Nederlandse team in de Billie Jean King Cup als opvolger van Paul Haarhuis. Per 1 oktober 2022 is ze aangesteld als algemeen KNLTB coach voor de vrouwen.

## Posities op deWTA-ranglijst
Positie per einde seizoen:
| jaar | rang enkelspel | rang dubbelspel |
| ---- | -------------- | --------------- |
| 2002 | 1031           | 977             |
| 2003 | 217            | 496             |
| 2004 | 160            | 370             |
| 2005 | 186            | 341             |
| 2006 | 141            | 234             |
| 2007 | 191            | 280             |
|      |                |                 |
| 2009 | 755            | –               |
| 2010 | 252            | 296             |
| 2011 | 609            | 583             |

## Palmares

### Gewonnen ITF-toernooien enkelspel
| nr. | finale     | toernooi      | dotatie | ondergrond    | tegenstandster in finale | score         |
| --- | ---------- | ------------- | ------- | ------------- | ------------------------ | ------------- |
| 1.  | 2003-05-04 | Bournemouth   | $10.000 | gravel        | Astrid Waernes García    | 6-1, 6-1      |
| 2.  | 2003-05-11 | Edinburgh     | $10.000 | gravel        | Jane O'Donoghue          | 6-3, 6-3      |
| 3.  | 2003-11-30 | Mount Gambier | $25.000 | hardcourt     | Jeon Mi-ra               | 5-7, 7-6, 6-1 |
| 4.  | 2006-02-12 | Sunderland    | $25.000 | hardcourt (i) | Anne Keothavong          | 7-6, 6-3      |
| 5.  | 2006-02-19 | Stockholm     | $25.000 | hardcourt (i) | Virginie Pichet          | 6-3, 3-6, 6-2 |
| 6.  | 2006-03-18 | Fuerteventura | $25.000 | hardcourt     | Aravane Rezaï            | 6-3, 3-6, 6-3 |
| 7.  | 2007-02-04 | Londen        | $25.000 | hardcourt (i) | Maret Ani                | 6-2, 6-7, 7-6 |
| 8.  | 2009-10-31 | Monastir      | $10.000 | hardcourt     | Ons Jabeur               | 6-2, 6-2      |

### Gewonnen ITF-toernooien dubbelspel
| nr. | finale     | toernooi    | dotatie | ondergrond    | partner           | tegenstandsters in finale               | score            |
| --- | ---------- | ----------- | ------- | ------------- | ----------------- | --------------------------------------- | ---------------- |
| 1.  | 2003-05-04 | Bournemouth | $10.000 | gravel        | Mariëlle Hoogland | Claire Curran Anna Hawkins              | 3-6, 6-2, 6-3    |
| 2.  | 2006-02-12 | Sunderland  | $10.000 | hardcourt (i) | Kim Kilsdonk      | Surina de Beer Ayami Takase             | 7-5, 6-4         |
| 3.  | 2007-02-10 | Tipton      | $25.000 | hardcourt (i) | Kim Kilsdonk      | Ksenia Lykina Urszula Radwańska         | 6-3, 6-3         |
| 4.  | 2007-07-20 | Zwevegem    | $25.000 | gravel        | Kim Kilsdonk      | Magdalena Kiszczyńska Karolina Kosińska | 3-6, 6-4, 6-3    |
| 5.  | 2009-10-30 | Monastir    | $10.000 | hardcourt     | Nicole Thijssen   | Nour Abbès Ons Jabeur                   | 6-1, 5-7, [10-4] |
| 6.  | 2009-11-06 | El Menzah   | $10.000 | hardcourt     | Nicole Thijssen   | Barbara Sobaszkiewicz Sylwia Zagórska   | 6-4, 6-1         |
| 7.  | 2009-12-20 | Vinaròs     | $10.000 | gravel        | Lynn Schönhage    | Benedetta Davato Nuria Párrizas Díaz    | 6-3, 6-4         |
| 8.  | 2010-06-26 | Périgueux   | $25.000 | gravel        | Scarlett Werner   | Ljoedmyla Kitsjenok Nadija Kitsjenok    | 6-2, 6-1         |
| 9.  | 2010-08-01 | Bad Saulgau | $25.000 | gravel        | Scarlett Werner   | Ana Jovanović Anna Zaja                 | 6-1, 4-6, [10-7] |